# Theluveligaa
Theluveligaa est une petite île inhabitée des Maldives. C'est une des nombreuses îles-hôtel des Maldives, dont elle accueille le Drift helu Veliga Retreat.

## Géographie
Theluveligaa est située dans le centre des Maldives, au Sud de l'atoll Ari, dans la subdivision de Alif Dhaal. 